# بهره‌وری جنسیتی

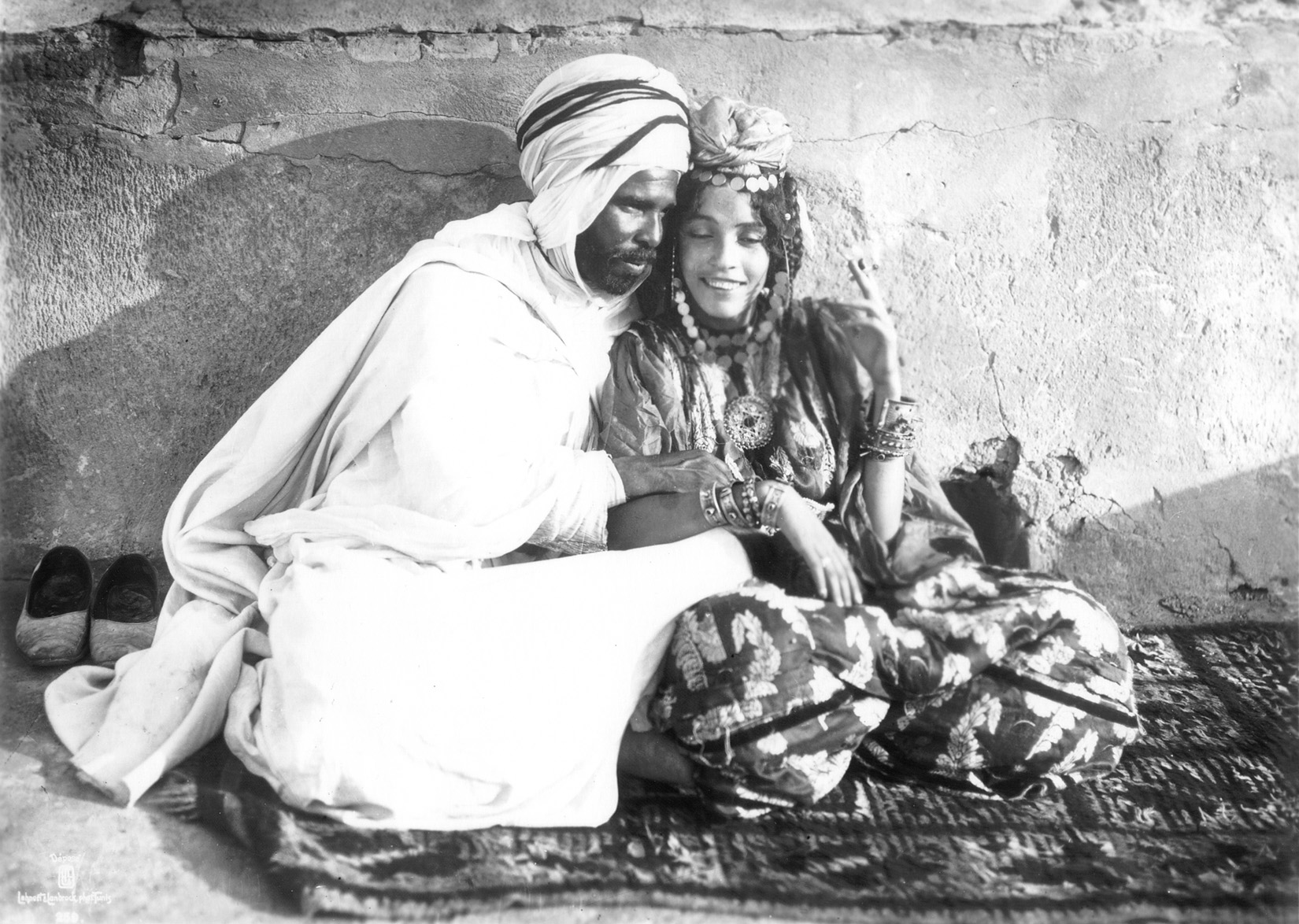
بهره‌وری جنسیتی

بهره‌وری جنسیتی (به انگلیسی: right to sexuality)، عبارت از حقی است که یک شخص بتواند تمایل جنسی خود را ابراز کند و از این لحاظ هراس از تبعیض نداشته باشد. به‌صورت خاص، این حق مربوط می‌شود. به حقوق بشری کسانی که تمایلات متنوع جنسیتی دارند، شامل: زنان همجنس‌گرا، مردان همجنس‌گرا، دوجنس‌گرایان و تراجنسیتی‌ها (LGBT)، حفاظت از آن حقوق هر چند این مسئله به صورت یکسان برای دگرجنس‌گرایی نیز قابل تطبیق است. حق تمایل جنسی و آزاد بودن از تبعیض در مسئله تمایل جنسی برمبنای حقوق جهانی بشر و ماهیت بیگانه نبودن حقوق بشر بر هیچ‌کس، شکل گرفته‌است.
به‌طور صریح، هیچ حقی در قانون بین‌المللی حقوق بشر راجع به تمایلات جنسی وجود ندارد؛ بلکه این حق در یک تعداد ابزار حقوق بشر بین‌الملل شامل اعلامیه جهانی حقوق بشر، میثاق بین‌المللی حقوق مدنی و سیاسی و میثاق بین‌المللی حقوق اقتصادی، اجتماعی و فرهنگی وجود دارد.

## تعریف
تعریف کردن مفهوم حق جنسی مشکل است، چون مشتمل بر انواع مختلف حقوق از میان چارچوب قانون حقوق بین‌المللی بشر می‌باشد.
تمایل جنسیتی در مقدمه اصول یوگیاکارتا به این شکل تعریف شده‌است «ظرفیت هر شخص برای جذب عمیق عاطفی، عاشقانه و جنسی و داشتن رابطه صمیمانه و جنسی با افرادی از جنس مخالف یا هم‌جنس یا بیشتر از یک جنس».
آزاد بودن از تبعیض در خصوص تمایل جنسی در اعلامیه جهانی حقوق بشر (UDHR) و میثاق بین‌المللی حقوق مدنی و سیاسی (ICCPR) آمده‌است.
UDHR در ماده ۲ در مورد عدم تبعیض می‌پردازد، که چنین بیان داشته‌است:
همه مردم از حقوق و آزادی‌های که در این اعلامیه آمده‌است، بدون هیچ نوع تبعیض مانند نژاد، رنگ، جنسیت، لسان، دین، افکار سیاسی یا سایر نظریات، منشأ ملی یا اجتماعی، ملکیت، تولد یا سایر حالات برخوردار خواهند بود. همچنان هیچ نوع تبعیض بر اساس موقف سیاسی، قضائی و بین‌المللی، کشور یا سرزمین که یک شخص به آن مربوط است نباید روا داشته شود. چه آن کشور مستقل، اتحادیه، خودمختار یا تحت هر نوع محدودیت‌های حاکمیت داشته باشد.
تمایل جنسی در ماده ۲ تحت «سایر حالات» یا «جنسیت» آمده‌است.
در ICCPR، ماده ۲ احکام مشابه را برای عدم تبعیض بیان می‌دارد:
هر یک از طرف‌های حکومتی میثاق هذا ملزم اند تا به تمام افراد که در آن سرزمین و حوزه قضائی مربوط زندگی می‌کننند احترام گذاشته و به آنها حقوق شناخته شده در میثاق هذا را، بدون هیچ نوع تبعیض مانند نژاد، رنگ، جنسیت، لسان، دین، افکار سیاسی یا سایر نظریات، منشأ ملی یا اجتماعی، ملکیت، تولد یا سایر حالات، تضمین نماید.
در Toonen v Australia کمیته حقوق بشر سازمان ملل متحد (UNHRC) دریافته است که ارجاع به «جنسیت» در ماده ۲ از ICCPR شامل تمایل جنسی نیز می‌شود؛ لذا در رابطه به برخورداری از حقوق تحت ICPR، بسترهای تبعیض در تمایلات جنسیتی را ممنوع کرده‌است.
حق آزاد بودن از تبعیض مبنای حق جنسیتی را شکل می‌دهد، اما در ارتباط نزدیکی با تطبیق و حفاظت از سایر حقوق بنیادی بشری نیز قرار دارد.

## پیشینه
افراد با تمایل‌های متنوع جنسی در امتداد تاریخ مورد تبعیض قرار داشته‌اند و تا به امروز نیز به عنوان یک گروه، «آسیب‌پذیر» باقی‌مانده‌اند. انواع تبعیض که مردم دارای تمایلات متنوع جنسی تجربه کرده‌اند شامل موارد ذیل می‌شود: نداشتن حق زندگی، حق کار و حق حریم خصوصی، نداشتن روابط فردی و خانوادگی، مداخله در عزت انسانی فرد، مداخله در امنیت فرد، نقض حق آزاد بودن از شکنجه، تبعیض در دسترسی به حقوق اقتصادی، اجتماعی و فرهنگی، شامل مسکن، سلامت و تحصیل، فشار برای ساکن ماندن و دیده نشدن.
هفتاد و هشت کشور دارای قوانینی هستند که رابطه جنسی میان افراد بالغ همجنس ولو با رضایت یکدیگر را یک عمل جرمی می‌دانند. و هفت کشور (یا هم بخشی از آن) برای رابطه جنسی همجنس‌ها ولو با رضایت یکدیگر مجازات اعدام را پیشبینی کرده‌اند. این کشورها عبارتند از ایران، عربستان سعودی، یمن، موریتانیا، سودان، ۱۲ ایالت شمالی نیجریه و قسمت‌های جنوبی سومالی.
حق جنسی صرفاً در سال‌های اخیر موجب نگرانی بین‌المللی شده‌است، مقررات جنسی به‌صورت سنتی مربوط به وضعیت حقوقی دولت ملی هر کشور می‌شود. امروزه تعداد زیادی از مؤسسات غیردولتی بین‌المللی و سازمان‌های بین‌دولتی مصروف محافظت حقوق آن عده از مردمی هستند که دارای تمایلات متنوع جنسی و همچنین به‌طور فزاینده‌ای تبعیض تمایلات جنسی برسمیت شناخته شده و این تبعیض نقض غیرقابل پذیرش حقوق بشری پنداشته می‌شود.

## اعمال خشونت‌آمیز
اعمال خشونت‌آمیز در برابر LGBTها اغلب در مقایسه با سایر جرایم تبعیض آمیز تبهکارانه تر است و دربرگیرنده قتل، آدم‌ربایی، ضرب و شتم، تجاوز جنسی و خشونت روانی شامل تهدید، محرومیت اجباری و آزادی می‌شود.
نمونه‌های اعمال خشونت‌آمیز در برابر افرادی که دارای تمایلات متنوع جنسی هستند بیشتر از آن است که بتوان اینجا ذکر کرد. در تمام گوشه و اکناف دنیا رخ می‌دهند. یک نمونه که به صورت خاص ملال آور است اذیت جنسی و قتل پانزده زن همجنس‌گرا در مارس ۲۰۱۲ در تایلند است. در آن نمونه، یک جفت زن همجنس‌گرا توسط مردانی به قتل رسیدند که رابطه زنان را مورد انتقاد قرار داده و از اینکه نتوانستند آنان را متقاعد بسازند تا با آنها رابطه دگرجنس‌خواهی داشته باشند، شرم‌زده شدند.
غالباً اعمال خشونت‌آمیز در برابر افرادی که دارای تمایلات متنوع جنسی هستند توسط خانواده قربانی صورت می‌گیرند. در یکی از قضایا در زیمبابوی، خانواده یک زن همجنس‌گرا به منظور «معالجه» همجنس‌گرایی او چندین تجاوز جنسی بر روی او ترتیب دادند.
در قضایای یاد شده، مانند بیشتر قضایای خشونت علیه افرادی که تمایالات متنوع جنسی دارند، ادارات دولتی تنفیذ قانون برای اینکه عاملان خشونت را تحت پی‌گرد قرار نداده‌اند، خود در نقض حقوق بشر همدست هستند.

## نقض حق حریم خصوصی
حق حریم خصوصی، یک آزادی محافظت شده تحت UDHR‏ و ICCPR است که بیان می‌دارد «انسان‌ها اکثراً نیاز دارند تا برخی از فعالیت‌ها را در یک محیط محرم و دور از مداخلات بیرونی انجام بدهند. امکان انجام دادن همچو یک مورد برای همه ضروری است.» روابط محرم، چه بین دو فرد همجنس باشد یا هم جنس‌های مخالف، در زمره فعالیت‌هایی قرار دارند که مربوط به حق محرمیت می‌شوند.
به صورت مؤفقانه در تعدادی از قضایا استدلال شده‌است که جرم پنداری روابط همجنس‌گرایانه، مداخله در حق حریم خصوصی، شامل تصمیمات دادگاه اروپائی حقوق بشر و UNHRC است.
آزادی تصمیم‌گیری در مورد روابط رضایت‌مندانه افراد بالغ به شمول جنسیت آن فرد، بدون مداخله دولت یک حق اساسی بشری است. جلوگیری از روابط دگرباشان جنسی نقض حق جنسی و حق خریم خصوصی است.